# Vladimir Toukmakov
Vladimir Borissovitch Toukmakov (russe : Владимир Борисович Тукмаков), né le 5 mars 1946 à Odessa, RSS d'Ukraine, URSS, est un joueur d'échecs soviétique, puis ukrainien.
Le titre de maître international lui fut décerné en 1971 et celui de grand maître international en 1972.

## Carrière

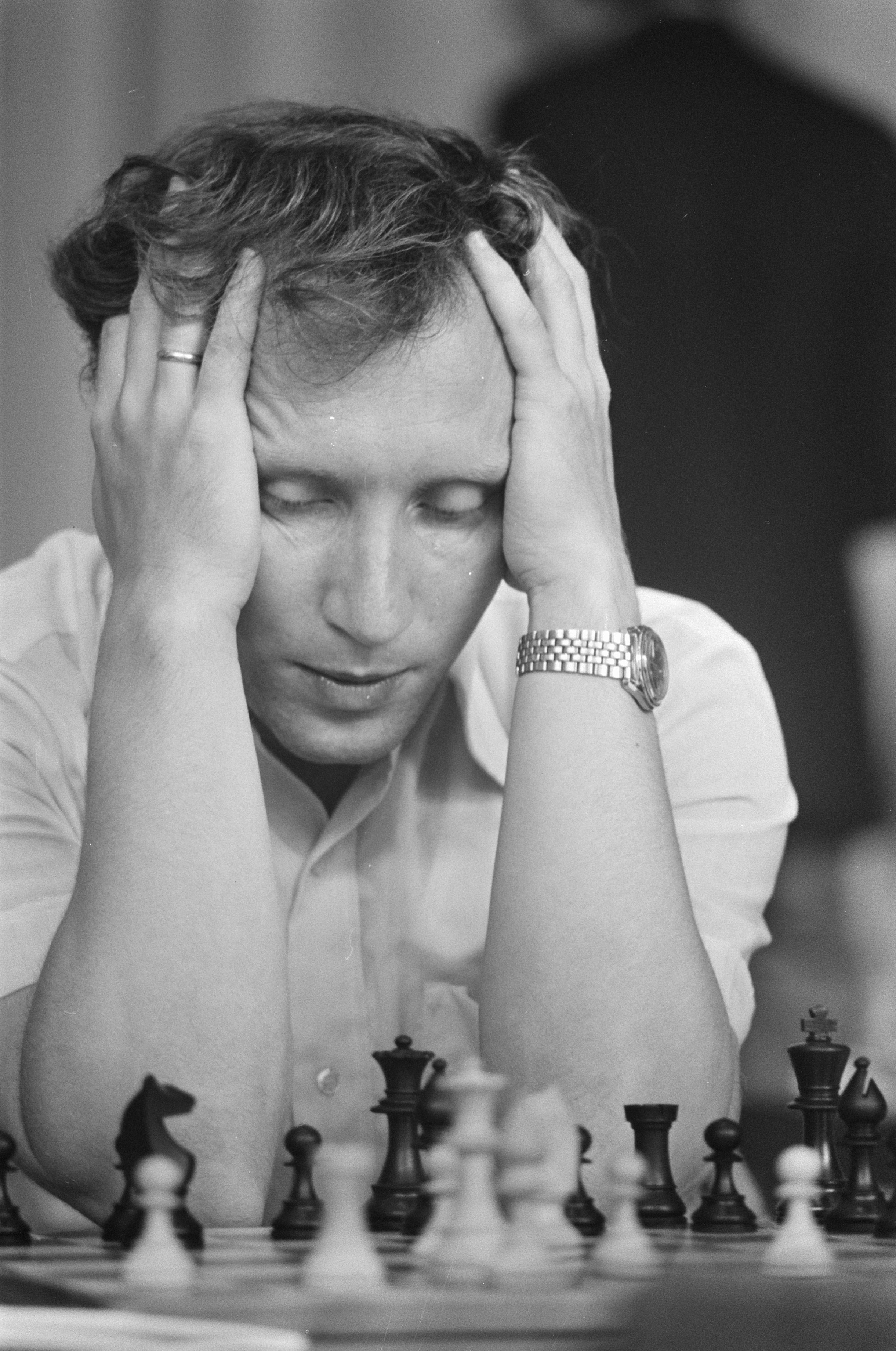
Vladimir Toukmakov en 1974

### Tournois internationaux
À partir du début des années 1970, Toukmakov obtint d'excellents résultats dans des tournois internationaux, bien qu'il n'y occupât que rarement la première place.

#### Années 1960 et 1970
- 1968-1969, tournoi de Hastings : 3e-4e derrière Smyslov et Gligoric
- 1970, Buenos Aires : 2e derrière Fischer
- 1971, Moscou, mémorial Alekhine : 4e-5e derrière Karpov, Stein et Smyslov, ex æquo avec Petrossian
- 1972-1973, tournoi de Hastings : 5e-7e (8,5 / 15)
- 1973, Madrid : 2e derrière Karpov
- 1974, Amsterdam (tournoi IBM) : 1er-3e ex æquo avec Jansa et Ivkov
- 1975, Leipzig : 2e derrière Vitali Tsechkovski
- 1977, Děčín : vainqueur
- 1978,
  - Vilnius : 1er devant Tigran Petrossian
  - Las Palmas : 1er-2e ex æquo avec Gyula Sax

#### Années 1980
- 1982 :
  - Wijk aan Zee, groupe B : vainqueur
  - Erevan (tournoi zonal) : 2e derrière Arthur Youssoupov
  - Las Palmas (tournoi interzonal) : 4e-5e derrière Kasparov et Smyslov
- 1982-1983, tournoi de Hastings : 5e
- 1984 :
  - Wijk aan Zee, groupe A : 5e-9e, 6,5 points sur 13
  - tournoi de Tilburg : 2e derrière Tony Miles
- 1985 :
  - Szirák : 1er-2e ex æquo avec József Pintér ;
  - Open de Lugano : vainqueur
- 1987, Dortmund : 2e-3e derrière Iouri Balachov
- 1987-1988 : tournoi d'échecs de Reggio Emilia : vainqueur
- 1998 : 3e-4e du tournoi de grands maîtres du festival d'échecs de Bienne
- 1989 et 1994, Championnat open du Canada : vainqueur (9,5/10 et 9/10)

#### Années 1990 et 2000
- 1990, Amsterdam, tournoi OHRA, open, groupe B : 1er-2e ex æquo avec Judit Polgar
- 1991, 1993 et 1995 : 1er ex æquo de l'open de Berne
- 1992 :
  - Wijk aan Zee, groupe B : vainqueur
  - Palma de Majorque : 1er-2e
- 1993 : Wijk aan Zee, A, système suisse : 3e-4e (8 / 12)
- 1994, tournoi de Tilburg (k.o.) : 5e-8e (éliminé en quart de finale, 4e tour, par Bareïev)
- 1994 et 1999 : vainqueur de l'open de Pula (7 / 9)
- 1995 : vainqueur de l'open de Portoroz (7,5 / 9)
- 1994, 1995, 1998 et 1999 : vainqueur de l'open de Noël de Zurich, 1er-6e en 1997 et 2001 (troisième au départage)
- 1997 :
  - vainqueur de l'open de Ljubljana (7,5 / 9)
  - 2e-8e de l'open du festival de Bienne (8 / 11)
- 2001 : 1er-3e de l'open de Bâle (open Hilton)
- 2002, 2004, 2005 et 2006 : vainqueur de l'open de Lausanne

### Championnats d'URSS
Toukmakov participa à 14 finales, de 1967 à 1989. Il ne put jamais remporter le titre de champion d'URSS, mais à trois reprises il échoua en finissant deuxième.
En 1970, à Riga, il termina 1,5 point derrière Viktor Kortchnoï (+9 -1 =11), après avoir battu le vainqueur dans une partie qu'il considère comme la meilleure de sa carrière.
En 1972, à Bakou, ce fut Mikhail Tal qui le précéda de 2 points et il prit la 2e place (+8 -3 =10). En  1983, à Moscou, il termina 2e à ½ point derrière Anatoly Karpov (+5 -2 =8).
En 1981, il termina 4e-5e ; puis 5e-8e en 1984.

### Tournois interzonaux
Grâce à son résultat au championnat d'URSS de 1972, il fut qualifié pour le tournoi interzonal de Leningrad en 1973. Il n'y occupa qu'une modeste 16e place (+3 -8 =6) et fut éliminé de la course au titre de champion du monde.
Qualifié par le tournoi zonal d'Erevan, il participa au tournoi interzonal de Las Palmas en 1982. Il manqua les deux premières places qualificatives en finissant 4e-5e (+5 -3 =5).
En 1993, il prit part au tournoi interzonal en système suisse de Groningue du cycle PCA et termina 33e sur 54 participants avec 5/11.

### Compétitions par équipes
Bien qu'il eût obtenu des résultats irréguliers dans les tournois, il fut sélectionné pour défendre les couleurs de l'URSS dans les épreuves internationales par équipes.

#### Olympiades universitaires
En 1966, à 20 ans, Toukmakov n'avait pas encore de palmarès notable sur le plan national, mais il fut néanmoins sélectionné pour participer aux olympiades universitaires (championnat du monde des étudiants par équipes).
Il y participa à six reprises pour l'URSS qui conquit à chaque fois la première place.
- 1966 - Örebro : 2e remplaçant (+9) - Médaille d'or
- 1967 - Harrachov : 2e échiquier (+6 =5) - Médaille d'or
- 1968 - Ybbs an der Donau : 1er échiquier (+1 -1 =8)
- 1969 - Dresde : 1er échiquier (+3 =6)
- 1971 - Mayagüez : 1er échiquier (+6 -1 =2) - Médaille d'or
- 1972 - Graz : 3e échiquier (+8 -2)

#### Olympiades (1984 et 2004)
Il n'y participa qu'une seule fois et remporta la médaille d'or avec l'URSS.
- 1984 - Thessalonique : 4e échiquier (+5 -1 =4)

En 2004, à Calvià, il ne joua pas, mais fut capitaine de l'équipe d'Ukraine qui ramena la médaille d'or.

#### Championnats d'Europe par équipes
Il participa à trois éditions, toutes gagnées par l'URSS :
- 1973 - Bath : 1er remplaçant (+3 =2) - Médaille d'or
- 1983 - Plovdiv : 6e échiquier (+1 -1 =4)
- 1989 - Haïfa : 2e remplaçant (+3 =3) - Médaille d'or

#### Championnat du monde par équipes 1993
Il n'y participa pas pour le compte de l'URSS, mais joua une fois pour l'Ukraine qui remporta la médaille d'argent. 
- 1993 - Lucerne : 4e échiquier (+1 -1 =3)

#### Match URSS contre le Reste du monde 1984
Lors de l'édition de 1984 à Londres, il joua en qualité de remplaçant et disputa une partie au 3e échiquier contre Viktor Kortchnoï (=1) et deux parties au 4e contre Ljubomir Ljubojević (+1 =1).

## Deux parties
- La partie que Toukmakov tient pour la plus belle de sa carrière.

Vladimir Toukmakov - Viktor Kortchnoï, XXXVIIIe championnat d'URSS, Riga, 1970.
1.d4 Cf6 2.c4 e6 3.Cc3 Fb4 4.e3 0-0 5.Fd3 c5 6.Cf3 d5 7.0-0 dxc4 8.Fxc4 Cbd7 9.Db3 a6 10.a4 De7 11.Td1 Fa5 12.Dc2 cxd4 13.exd4 Cb6 14.Fa2 h6 15.Ce5 Fd7 16.Fb1 Tfd8 17.Td3 Tac8 18.Tg3 Rf8 19.Dd2 Cbd5 20.Fg6 Fe8 21.Dxh6 Db4 22.Dh8+ Re7 23.Dxg7 Dxd4 24.Cd3 Fxc3 25.bxc3 Cxc3 26.Fa3+ Rd7 27.Te1 Rc7 28.Fe7 Ccd5 29.Fxd8+ Rxd8 30.Fe4 Dxa4 31.Fxd5 Cxd5 32.Dg5+ Rc7 33.h4 Fb5 34.Tc1+ Fc6 35.h5 Dd4 36.Ce5 f6 37.Cxc6 bxc6 38.Dg7+ Rd6 39.h6 Cf4 40.Dg4 Dd2 41.Td1 1 - 0
- Un magnifique sacrifice de Dame pour son premier grand tournoi international.

Vladimir Toukmakov - Óscar Panno, Buenos Aires, 1970.
1.e4 c5 2.Cf3 e6 3.d4 cxd4 4.Cxd4 Cf6 5.Cc3 d6 6.Fe2 Fe7 7.0-0 0-0 8.Fe3 Cc6 9.f4 Dc7 10.Rh1 a6 11.a4 Ca5 12.Dd3 Fd7 13.g4 Rh8 14.g5 Cg8 15.Tf3 Cc6 16.Tg1 Cxd4 17.Fxd4 f5 18.Th3 e5 19.Cd5 Dd8 20.fxe5 fxe4 21.e6 h6 22.gxh6 1 - 0